# Peter Hirsch
Peter Bernhard Hirsch (Berlino, 16 gennaio 1925) è un fisico britannico che ha dato un contributo fondamentale all'applicazione della microscopia elettronica a trasmissione ai metalli.
Hirsch ha frequentato la Sloane School di Chelsea e il St Catharine's College di Cambridge. Nel 1946 è entrato a far parte del Dipartimento di Cristallografia del Cavendish per lavorare per un dottorato di ricerca sull'incrudimento dei metalli con W.H. Taylor e Lawrence Bragg. Successivamente eseguì lavori, tuttora citati, sulla struttura del carbone.
A metà degli anni '50 è stato il pioniere dell'applicazione della microscopia elettronica a trasmissione (TEM) ai metalli e ha sviluppato in dettaglio la teoria necessaria per interpretare tali immagini. È stato Fellow del Christ's College di Cambridge dal 1960 al 1966 ed è stato eletto Honorary Fellow di Christ's nel 1978. Nel 1965, con Howie, Whelan, Pashley e Nicholson, pubblicò il testo Microscopia elettronica di cristalli sottili. L'anno successivo si è trasferito a Oxford per assumere la cattedra Isaac Wolfson in Metallurgia, succedendo a William Hume-Rothery . Ha ricoperto questo incarico fino al suo pensionamento nel 1992, trasformando il Dipartimento di Metallurgia (ora Dipartimento di Materiali) in un centro di fama mondiale. Tra le tante altre onorificenze, è stato insignito del Premio Wolf nel 1983 in fisica. È stato eletto alla Royal Society nel 1963 e nominato cavaliere nel 1975. È un collega del St Edmund Hall, Oxford.